# Vicky Vette

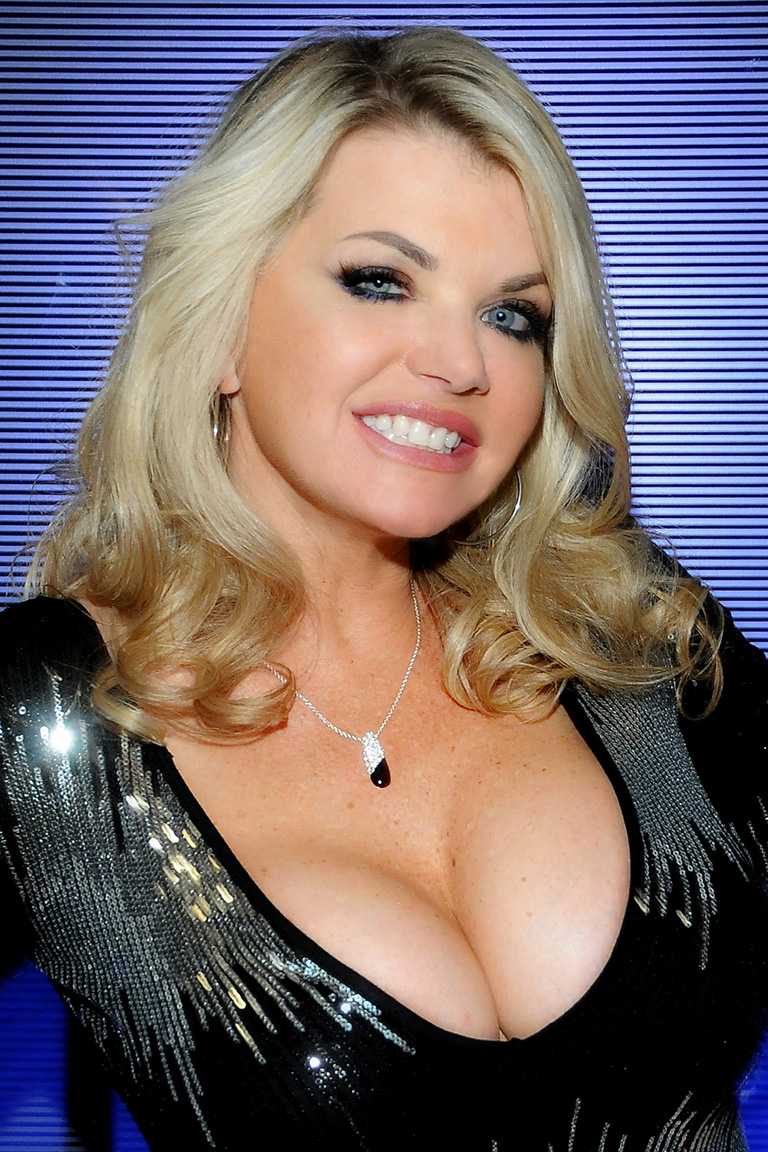
Vicky Vette (2015)

Vicky Vette (* 12. Juni 1965 in Stavanger, Norwegen) ist eine norwegisch-kanadische Pornodarstellerin.

## Karriere
Als Kind wanderte sie mit ihren Eltern von Norwegen nach Kanada aus. Bis zum Alter von 32 Jahren war sie als Buchhalterin, Büroleiterin und Controllerin für verschiedene große Unternehmen tätig. Dann zog sie mit ihrem Ehemann in die USA und war mit ihm zusammen in der Hausbaubranche tätig.
Sie begann ihre Model-Karriere im Alter von 37 Jahren im Februar 2003. Nach dem Gewinn eines Amateurfotowettbewerbes des Männermagazins Hustler war sie in weiteren ca. 20 Männermagazinen abgebildet. Danach spielte sie auch in Pornofilmen mit und war innerhalb eines Jahres in 75 Filmen zu sehen, unter anderem für Vivid Video und VCA. Im Alter von 40 Jahren gewann sie einen AVN Award für ihre Szene in dem Film Metropolis des Regisseurs Marty Zion.
Sie spielt meist die Rolle einer „MILF“ (Mother I’d Like to Fuck) oder einer Cougar. Viele ihrer Filme und Fotosessions sind mit jüngeren Männern. Ihr Debütvideo war auf der Webseite Milf Hunter im Jahr 2003 zu sehen. Auf der Höhe ihrer Karriere auf dem DVD-Markt beschloss sie als eine der ersten Pornodarstellerinnen, sich komplett auf den Internetmarkt zu konzentrieren. Sie wurde in Folge zweifach von der Erwachsenen-Suchmaschine Booble ausgezeichnet für ihre Internetaktivitäten und wurde auch zur Miss MySpace USA im März 2008 gewählt. Für diesen Wettbewerb wurde sie initial gesperrt aufgrund ihrer Pornokarriere, dann jedoch nach starken Fanprotesten zugelassen. Ihre Popularität im Internet äußerte sich auch in ihrer Beliebtheit beim Kurznachrichtendienst Twitter: Sie erreichte als erste MILF-Darstellerin die Zahl von 200.000 Abonnenten, unter den Pornostars war sie nach Jenna Jameson, Sasha Grey und Bree Olson die vierte Darstellerin, die diese Bekanntheit erreichte. Sie war Ende 2011 die am meisten beachtete Norwegerin auf der Webseite mit mehr als doppelt so vielen Followern wie der norwegische Ministerpräsident Jens Stoltenberg.
Anfang 2006 trennte sie sich von ihrem Mann und heiratete im Juli 2007 erneut.
Im Jahre 2012 wurde sie in die NightMoves Hall of Fame und im Jahre 2016 in die Adult Video News Hall of Fame aufgenommen.

## Filmografie (Auswahl)
- 2003: Blow Me Sandwich 3
- 2003: Busty Beauties 8
- 2003: Deep Cheeks 9
- 2003: Freshly Fucked Look
- 2003: Metropolis
- 2003: North Pole 43
- 2003: Performing Ass
- 2003: Pussy is Not Enough 2
- 2003: Wet Dreams Cum True 1
- 2004: All The Action She Can Handle
- 2004: Backdoor Driller
- 2004: Big Gorgeous Breasts 1
- 2004: Deep Throat This 19
- 2004: Hustler's Greatest Tits
- 2004: Incumming 2
- 2004: My Friend’s Hot Mom 1
- 2004: Sex Therapist
- 2004: Sexpedition
- 2005: Big Sticky Tits 7
- 2005: Bikini Banger 1
- 2005: Cheating Housewives
- 2005: Cracked
- 2005: Cum Drenched Tits 3
- 2005: Katsumi's Dirty Deeds
- 2005: Knockin Nurses 5
- 2006: Analholics
- 2006: Big and Bouncy 2
- 2006: Boobsville's Young and Busty 2
- 2006: Real Female Orgasms 5
- 2006: Leg Sex Diaries
- 2006: Vicky Vette's Amateur Ho's
- 2007: Boob Bangers 4
- 2007: Busty Housewives
- 2007: Suck It Dry 3
- 2007: Sex Trek: Charly XXX
- 2008: Watch Your Back
- 2008: Apprentass 9
- 2010: Double D’ Licious
- 2010: Gang Bang Darlings 8
- 2011: Naughty Lifeguards
- 2011: Naughty Neighbors
- 2012: Sexy Situations 3
- 2014: Hot Tub Party
- 2015: Bewbs by the Pool
- 2016: Masturbation Madness
- 2017: Pot O' Vagina
- 2018: Vicky Solo
- 2018: Stars on Cam 3 Jenna, Sunny and Vicky
- 2019: United Pussy Service
- 2020: Let's Jerk off Together
- 2021: Cum Inside Me
- 2021: Eat My Pussy
- 2021: Fuck My Face at the Office
- 2021: Jerk Off Instructions and Handjob Helper
- 2021: My Happy Holes
- 2022: Cum on Step Mommy's Face
- 2022: Edging to Ejaculation - Vicky Vette Cleo JOI!
- 2022: Skin Tight Latex

## Auszeichnungen
| Jahr | Preis                | Award                      | Film       |
| ---- | -------------------- | -------------------------- | ---------- |
| 2005 | AVN Award            | Best Tease Performance     | Metropolis |
| 2008 | AVN Award            | Booble Girl of the Year    |            |
| 2010 | NightMoves Award     | Best Milf                  |            |
| 2010 | NightMoves Award     | Fan's choice               |            |
| 2012 | XBIZ Award           | Web Babe of the Year       |            |
| 2012 | Miss Freeones Winner |                            |            |
| 2012 | NightMoves           | Hall of Fame               |            |
| 2013 | XBIZ Award           | Webstar of the Year Winner |            |
| 2016 | AVN Award            | Hall of Fame               |            |